# Sébastien Lepape
Sébastien Lepape (Montivilliers, 4 luglio 1991) è un pattinatore di short track francese.

## Biografia
Ha iniziato a praticare lo short track all'età di 11 anni a Le Havre. Ha studiato all'Università di Perpignano.
Si allena al National Altitude Training Center (CNEA) di Font-Romeu in Francia.
Ha preso parte ai Campionati europei di Soči 2016 ed ha vinto la medaglia d0argento nei 3000 metri.
Agli europei di Dresda 2018 ha vinto la medaglia di bronzo nei 500 metri e nei 3000 metri.
Ha rappresentato la Francia ai Giochi olimpici invernali di Soči 2014 e Pyeongchang 2018. E' allenato dal commissario tecnico della nazionale Ludovic Mathieu.

## Palmarès
- Campionati europei

Soči 2016: argento nei 3000 m;
Dresda 2018: bronzo nei 500 m; bronzo nei 3000 m;